# Барак Обама
Барак Хусејин Обама II (енгл. Barack Hussein Obama II, IPA: ; Хонолулу, 4. август 1961) бивши је амерички председник, изабран на изборима 2008, односно 2012, на председничкој функцији био је до јануара 2017. године. Члан је Демократске странке. Од 2005. до 2008. године био је јуниорски сенатор из Илиноиса.
Рођен је у Хонолулуу на Хавајима, као дете Кенијца и Американке. Одрастао је на различитим местима. Већи део свог детињства провео је на Хавајима, а четири године у младости је провео у Индонезији. Дипломирао је политичке науке на Универзитету Колумбија, а звање доктора правних наука (J.D.) стекао је на Харварду. Пре него што је постао сенатор у сенату државе Илиноис (између 1997. и 2004. године), бавио се друштвеним радом и адвокатуром, у области грађанских права. Своју кампању за улазак у амерички сенат је почео 2003. године. На изборима је победио републиканца Алана Киза, такође афроамериканца са великом већином од 70% гласова.
У току председничке кампање, Обама је обећао, да ће у случају његове победе на изборима доћи до значајних промена у Вашингтону и да ће му један од приоритета бити повлачење америчких трупа из Ирака.
Обама је познат по „терористичком уторку”, када се на састанку националне безбедности договара ко треба да буде ликвидиран са тајног списка.

## Биографија

### Детињство, младост и школа
Барак Обама је рођен у Хонолулуу, као дете мајке Стенли Ен Данам (1942—1995) из Вичите у Канзасу и оца Барака Обаме ст. (1936—1982) који потиче из Алега у Кенији. Његов отац Барак Хусејин Обама ст., као студент на размени стигао је у 24. години на Универзитет Хаваја у Манои 1960. и ту упознао младу 18-годишњу Ен Данем, чија се породица на Хаваје доселила из градића Ел Дорадо у Канзасу. Узели су се, упркос противљењу њене породице, у фебруару 1961, а у августу те године рођен је Барак Обама.
Родитељи су се раставили када је Обами било две године, а касније су се и развели. Отац је наставио са школовањем на факултету на Харварду, а мајка се удала за индонежанског студента, који је био исто годиште као Обамин отац. Недуго затим су се сви одселили у Џакарту, у домовину новог мужа. Обама је тамо 4 године похађао наставу у локалним школама, прво католичкој, а касније државној. У Џакарти је добио полусестру Мају. Друга полусестра, кћерка његовог оца из његовог каснијег брака, живи у Најробију у Кенији.
У америчким медијима је једно време јављано да је његов отац радикални муслиман и да је Обама у том духу био васпитаван. Он је ипак био атеиста и похађао је државну школу у којој уче деца свих нација и религија. Обама сада припада Уједињеној Христовој цркви (United Church of Christ).
Обама је напустио Џакарту и мајку 1971. када је му је дозвољен упис у престижну школу „Пунахоу“ на Хавајима у коме је 1979. матурирао. Од 3.600 ђака те школе, само четворо су били тамне пути, укључујући и Обаму.. О њему су бригу преузели Медлин и Стенли Данем, баба и деда са мајчине стране. Медлин је једном признала унуку да се „плашила црнаца”, што је била изјава коју је Обама описао као директан ударац у стомак. Иако је знао да његова бака није била светица, Барак је након њене смрти рекао да је она била „један од оних тихих хероја којих има широм Америке, који не траже просветљење, већ само желе да учине праву ствар”
У првој књизи „Снови мога оца” Обама је открио да је кризу тинејџерских дана које је провео уз бабу и деду и уз повремене посете мајке, која се 1994. вратила на Хаваје, понекад ублажавао уз марихуану, алкохол и кокаин, што је описао као своја највећа морална посртања. Обама је „дувао траву како би из главе избацио питања о томе ко је он у ствари”. Ипак, људи који су се тада дружили с њим нису то потврдили. Тинејџер Обама волео је да игра покер, слушао је фанк, читао Малкома Икса, а потајно је сањао да постане професионални кошаркаш. Након завршетка средње школе, Барак је напустио Хаваје и отишао је на студије на колеџ Оксидентал у Лос Анђелес.
Студирао је на универзитетима Колумбија и Харвард.

### Студије и посао
Након што се уписао на факултет Оксидентал колеџ у Лос Анђелесу 1981, Обама је прихватио свој расни идентитет и од другова тражио да га више не зову по надимку Бери. Први пут је имао политички иступ у говору који је одржао на скупу посвећеном борби против апартхејда. Ипак, према речима његових тадашњих колега са факултета, Обама се није упуштао у политичке расправе у студентском дому у којем је живео, поготово не о совјетској интервенцији у Авганистану која је тада била актуелна. Уместо тога, људи су га виђали како у папучама, шорцу и мајици опуштено шета по студентском кампусу. Уже поље студија на универзитету „Колумбија“ били су му међународни односи, а годину дана пре него што је дипломирао 1983, из Кеније му је јављено да му је отац страдао у саобраћајној несрећи. Тада, по сопственим речима, „није осетио бол, већ само благи осећај да је једна прилика отишла у неповрат”. Обама, који се са оцем срео само два пута у животу откад је овај напустио породицу, обишао је његов гроб тек 1988. и тамо од своје полусестре Ауме сазнао истину о Бараку Обами Старијем, који је уместо да гради „нову Африку”, окончао живот као тужни пијанац и пропали бирократа и иза себе оставио осморо деце из четири брака. Обама се после запослио на годину дана код познатог привредног саветодавца „Бизнис интернешнел корпорејшн“ (енгл. Business International Corporation) у Њујорку.
Након што је дипломирао на њујоршком Универзитету Колумбија, Обама је 1985. прешао у Чикаго како би за плату од 12.000 америчких долара годишње радио у радничком крају Саут Сајд, насељеном скоро искључиво црном популацијом која је остала без посла због затварања локалних челичана и фабрика и живела на ивици преживљавања. Радио је на пројекту за развој заједнице. Током тог периода свог живота у Чикагу, због рада са заједницом, био је често у контакту са црначким свештеницима. Међу њима био је и Џеремаја Рајт, свештеник Уједињене Христове цркве Светог тројства, којој је и Обама приступио, али се касније удаљио од ње, као и од свештеника Рајта који је постао познат по запаљивим говорима у којима је проклињао Америку. Чикашки дани пружили су основу политичком идентитету који је Обама почео да ствара, а прилику за даљи развој добио је након уписа на елитну Правну школу Универзитета Харвард 1988. године. Тамо је постао први афроамерички уредник часописа „Харвард ло ривју“ (енгл. Harvard Law Review), најпрестижнијег правног часописа у САД. Године 1991, је завршио постдипломске студије и добио звање доктора правних наука (лат. Juris Doctor (J.D.)) постигавши изузетно добар успех уз велике похвале.
Обама се 1992. вратио у Чикаго и 1993. запослио у адвокатској канцеларији „Мајнер, Барнхил и Галанд“ (енгл. Miner, Barnhill and Galland). Такође је учио, до свог избора у Сенату САД 2004, права устава на Факултету за политичке науке на Универзитету у Чикагу.
Од 1994. до 2002. Обама је био у одборима директора Woods Fund из Чикага—који је 1985. године био прва фондација која је финансирала пројекат развојних заједница—и Joyce Foundation. Био је у управном одбору Chicago Annenberg Challenge-а од 1995. до 2002. године, a као оснивачки председник и председник управног одбора од 1995. до 1999. године. Обамина адвокатска лиценца постала је неактивна 2007. године.
Добио је награду „Еми” 2022. године као наратор у документарој серији „Наши велики национални паркови”.

## Рана политичка каријера
Политиком се бави од 1992. године, када се истакао организацијом регистрације афроамеричких бирача у бирачке спискове, када се позиву одазвало преко 150.000 особа.

### Сенат Илиноиса (1997–2004)
Обама је изабран за Сенат Илиноиса 1996. године, наследивши демократску сенаторку државе Алис Палмер из 13. дистрикта Илиноиса, који је у то време обухватао насеља Чикага на јужној страни од Хајд Парка-Кенвуда на југу до Саут Шора и на западу до Чикаго Лоуна. Након избора, Обама је добио двостраначку подршку за законодавство које је реформисало законе о етици и здравственој заштити. Спонзорисао је закон којим су повећани порески кредити за раднике са ниским приходима, преговарао о реформи социјалне заштите и промовисао повећање субвенција за бригу о деци. Године 2001, као копредседавајући двостраначког Заједничког комитета за административна правила, Обама је подржао прописе о брзим кредитима републиканског гувернера Џорџа Рајана и прописе о предаторском хипотекарном кредитирању усмерене на спречавање одузимања кућа.
Поново је изабран у Сенат Илиноиса 1998. године, победивши републиканца Јесеа Јехуду на општим изборима, и поново је изабран 2002. године. Године 2000, изгубио је трку демократских примарним избора за 1. конгресни дистрикт Илиноиса у Представничком дому Сједињених Држава од актуелног конгресмена са четири мандата, Бобија Раша, са разликом од два према један.
У јануару 2003. године, Обама је постао председник Комитета за здравство и социјалне услуге Сената Илиноиса када су демократе, након деценије у мањини, поново освојиле већину. Спонзорисао је и предводио једногласно, двостраначко усвајање закона о праћењу расног профилисања, захтевајући од полиције да евидентира расу возача које су притворили, и закона којим је Илиноис постао прва држава која је обавезала снимање видео записа испитивања о убиствима. Током своје кампање за опште изборе за Сенат САД 2004. године, представници полиције су одали Обами признање за његово активно ангажовање са полицијским организацијама у спровођењу реформи смртне казне. Обама је поднео оставку на место у Сенату Илиноиса у новембру 2004. године након избора у Сенат САД.

### Кампања за Сенат САД 2004.
У мају 2002. године, Обама је наручио анкету како би проценио своје изгледе на изборима за Сенат САД 2004. године. Основао је кампањски одбор, почео да прикупља средства и до августа 2002. године ангажовао је консултанта за политичке медије Дејвида Акселрода. Обама је званично објавио своју кандидатуру у јануару 2003. године.
Обама је био један од првих противника инвазије администрације Џорџа В. Буша на Ирак 2003. године. Дана 2. октобра 2002. године, на дан када су се председник Буш и Конгрес сложили око заједничке резолуције којом се одобрава рат у Ираку, Обама се обратио на првом високопрофилном антиратном скупу у Чикагу, и говорио против рата. Обратио се још једном антиратном скупу у марту 2003. године и рекао окупљенима да „није прекасно“ да се рат заустави.
Одлуке актуелног републиканског сенатора Питера Фицџералда и његове демократске претходнице Керол Мозли Браун да не учествују на изборима резултирале су отвореним демократским и републиканским примарним изборима у којима је учествовало 15 кандидата. На примарним изборима у марту 2004. године, Обама је победио у неочекиваној убедљивој победи — што га је преко ноћи учинило звездом у успону унутар националне Демократске странке, покренуло спекулације о председничкој будућности и довело до поновног издања његових мемоара, Снови мог оца. У јулу 2004. године, Обама је одржао главни говор на Демократској националној конвенцији 2004. године, који је видело девет милиона гледалаца. Његов говор је био добро прихваћен и подигао је његов статус унутар Демократске странке.
Обамин очекивани противник на општим изборима, победник републиканских примарних избора Џек Рајан, повукао се из трке у јуну 2004. године. Шест недеља касније, Алан Кис је прихватио републиканску номинацију да замени Рајана. На општим изборима у новембру 2004. године, Обама је победио са 70% гласова, што је највећа разлика у победи за кандидата за Сенат у историји Илиноиса. Освојио је 92 од 102 дистрикта државе, укључујући неколико где демократе традиционално не пролазе добро. 

### Сенат САД (2005–2008)
Обама је положио заклетву као сенатор 3. јануара 2005. године, поставши једини члан Сената у Конгресном црначком кокусу. Покренуо је две иницијативе које су носиле његово име: Лугар-Обама, којом је проширен концепт Нан-Лугарове кооперативне претње на конвенционално оружје; и Закон о одговорности и транспарентности федералног финансирања из 2006. године, којим је овлашћено оснивање USAspending.gov, веб претраживача о федералној потрошњи. Дана 3. јуна 2008. године, сенатор Обама - заједно са сенаторима Томом Карпером, Томом Кобурном и Џоном Макејном - представио је наредни закон: Закон о јачању транспарентности и одговорности у федералној потрошњи из 2008. године. Такође је био коспонзор Закона о безбедној Америци и уређеној имиграцији.
У децембру 2006. године, председник Буш је потписао Закон о помоћи, безбедности и промоцији демократије Демократске Републике Конго, што је био први федерални закон који је донет са Обамом као главним спонзором. У јануару 2007. године, Обама и сенатор Фајнголд увели су одредбу о корпоративним млазњацима у Закон о поштеном вођству и отвореној влади, који је потписан у септембру 2007. године.
Касније 2007. године, Обама је поднео амандман на Закон о одбрамбеној овлашћењу како би се додале заштитне мере за отпуштање војника са поремећајем личности. Овај амандман је усвојио пуни Сенат у пролеће 2008. године. Поднео је Закон о омогућавању санкција Ирану којим се подржава продаја државних пензионих фондова из иранске нафтне и гасне индустрије, који никада није усвојен, али је касније укључен у Свеобухватни закон о санкцијама, одговорности и продаји Ирана из 2010. године; и коспонзорисао је закон за смањење ризика од нуклеарног тероризма. Обама је такође поднео амандман Сената на Државни програм здравственог осигурања деце, којим се обезбеђује једногодишња заштита посла за чланове породице који брину о војницима са повредама повезаним са борбом.
Обама је обављао задатке у сенатским одборима за спољне односе, животну средину и јавне радове и борачка питања до децембра 2006. године. У јануару 2007. године напустио је одбор за животну средину и јавне радове и преузео додатне задатке у областима здравства, образовања, рада и пензија, као и безбедности домовине и владиних послова. Такође је постао председник сенатског пододбора за европске послове. Као члан сенатског одбора за спољне односе, Обама је обављао званична путовања по источној Европи, Блиском истоку, Централној Азији и Африци. Састао се са Махмудом Абасом пре него што је Абас постао председник Палестинске националне управе и одржао говор на Универзитету у Најробију у којем је осудио корупцију у кенијској влади. Обама је поднео оставку на место у Сенату 16. новембра 2008. године како би се фокусирао на свој транзициони период за председника.

## Кампање

### Кампања 2008.
Дана 10. фебруара 2007. је у Спрингфилду, у Илиноису, званично објавио своју кандидатуру на председничким изборима 2008. Током првих примарних страначких избора у држави Ајови се заједно са републиканским кандидатом Мајком Хакабијем, победом издвојио од осталих кандидата, између осталих и од партијске колегинице Хилари Клинтон. Победом на кокусу у америчкој држави Ајови је успешно положио први тест за кандидата демократске странке за „Белу кућу“. У Ајови, сенатор из Илиноиса је освојио 37% од укупно 212.000 гласова демократа, Џон Едвардс око 30% а фаворит за трку за место председника САД Хилари Клинтон 29% гласова.
Дана 9. јануара 2008, упркос прилично лошим предвиђањима, Хилари Клинтон је успела да победи на другим предизборима за демократског кандидата у Њу Хемпширу. Обама је завршио трку на другом месту. Клинтоновој је припало 39% гласова, а Обами три процента мање.
У марту 2008. избила је контроверза која се тицала Обаминог бившег пастора Џеремаја Рајта, након што је телевизијска станица ЕЈ-Би-Си емитовала видео о његовим расним и политички обојеним проповедима. Обама је у почетку бранио Рајтову улогу у чикашкој заједници Афроамериканаца, али је осудио његове изјаве и окончао све односе Рајта са кампањом.
Изабран је за председника САД 4. новембра 2008.

### Кампања 2012.
Дана 4. априла 2011. године, Обама је поднео изборне папире Федералној изборној комисији, а затим је објавио своју кампању за реизбор 2012. године у видеу под називом Почиње са нама (енгл. It Begins with Us) који је објавио на својој веб страници. Као актуелни председник, кандидовао се практично без противкандидата на председничким примарним изборима Демократске странке, а 3. априла 2012. године, Обама је обезбедио 2778 делегата конвенције потребних за освајање демократске номинације. На Демократској националној конвенцији у Шарлоту, Северна Каролина, Обаму и Џоа Бајдена је формално номиновао бивши председник Бил Клинтон као кандидате Демократске странке за председника и потпредседника на општим изборима. Њихови главни противници били су републиканци Мит Ромни, бивши гувернер Масачусетса, и представник Пол Рајан из Висконсина.
Дана 6. новембра 2012. године, Обама је освојио 332 електорска гласа, премашивши 270 потребних да би био реизбран за председника. Са 51,1 одсто гласова бирача, Обама је постао први демократски председник од Френклина Д. Рузвелта који је два пута освојио већину гласова бирача. Обама се обратио присталицама и волонтерима у чикашком Мекормик месту након поновног избора и рекао: „Вечерас сте гласали за акцију, а не за политику као и обично. Изабрали сте нас да се фокусирамо на ваше послове, а не на наше. И у наредним недељама и месецима, радујем се што ћу контактирати и сарађивати са лидерима обе странке.“

## Председништво (2009–2017)

### Првих сто дана
Инаугурација Барака Обаме као 44. председника одржана је 20. јануара 2009. У првих неколико дана на функцији, Обама је издао извршне наредбе и председничке меморандуме којима се америчкој војсци налаже да развије планове за повлачење трупа из Ирака. Наредио је затварање притворског логора у заливу Гвантанамо, али је Конгрес спречио затварање одбијајући да издвоји потребна средства и спречавајући премештање било ког притвореника из Гвантанама. Обама је смањио тајност дату председничким евиденцијама. Такође је опозвао Бушово враћање политике председника Роналда Регана у Мексико Ситију, која је забрањивала федералну помоћ међународним организацијама за планирање породице које обављају или пружају саветовање о побачају.

### Домаћа политика
Први закон који је Обама потписао био је Закон о фер плати Лили Ледбетер из 2009. године, којим је ублажен застарелост тужби за једнаке плате. Пет дана касније, потписао је поновно овлашћење Државног програма здравственог осигурања деце како би се покрило додатних четири милиона неосигуране деце. У марту 2009. године, Обама је поништио политику из доба Буша која је ограничавала финансирање истраживања ембрионалних матичних ћелија и обећао да ће развити „строге смернице“ за истраживање.
Обама је именовао две жене да служе у Врховном суду у прве две године свог председништва. Номиновао је Соњу Сотомајор 26. маја 2009. године, да замени пензионисаног помоћника судије Дејвида Саутера. Потврђена је 6. августа 2009. године, поставши први судија Врховног суда хиспанског порекла. Обама је номиновао Елену Кејган 10. маја 2010. године да замени пензионисаног помоћног судију Џона Пола Стивенса. Потврђена је 5. августа 2010. године, чиме је број жена које истовремено седе у Суду порастао на три по први пут у америчкој историји.
Дана 11. марта 2009. године, Обама је основао Савет Беле куће за жене и девојчице, који је био део Канцеларије за међувладине послове, након што је основан Извршном наредбом 13506 са широким мандатом да га саветује о питањима која се односе на добробит америчких жена и девојчица. Саветом је председавала виша саветница председника Валери Џарет. Обама је такође основао Радну групу Беле куће за заштиту студената од сексуалног напада путем владиног меморандума од 22. јануара 2014. године, са широким мандатом да га саветује о питањима која се односе на сексуални напад на колеџима и универзитетским кампусима широм Сједињених Држава. Копредседници Радне групе били су потпредседник Џо Бајден и Џарет. Радна група је настала из Савета Беле куће за жене и девојчице и Канцеларије потпредседника Сједињених Држава, а пре тога из Закона о насиљу над женама из 1994. године који је први саставио Бајден.
У јулу 2009. године, Обама је покренуо Програм приоритетног спровођења закона, програм спровођења закона о имиграцији који је пионирски осмислио Џорџ В. Буш, и програм за узимање отисака прстију и размену података о имиграционом статусу „Безбедне заједнице“.
У важном говору о свемирској политици у априлу 2010. године, Обама је најавио планирану промену правца у НАСА-и, америчкој свемирској агенцији. Окончао је планове за повратак људских летова на Месец и развој ракете Арес I, ракете Арес V и програма Констелација, у корист финансирања пројеката науке о Земљи, новог типа ракете, истраживања и развоја за евентуалну мисију са посадом на Марс и текућих мисија на Међународну свемирску станицу.
Дана 16. јануара 2013. године, месец дана након пуцњаве у основној школи Сенди Хук, Обама је потписао 23 извршне наредбе и изнео низ свеобухватних предлога у вези са контролом оружја. Позвао је Конгрес да поново уведе истеклу забрану јуришног оружја војног типа, попут оног коришћеног у неколико недавних масовних пуцњава, ограничи оквире за муницију на 10 метака, уведе провере прошлости за сву продају оружја, усвоји забрану поседовања и продаје панцирних метака, уведе строже казне за трговце оружјем, посебно нелиценциране дилере који купују оружје за криминалце и одобри именовање шефа федералног Бироа за алкохол, дуван, ватрено оружје и експлозиве по први пут од 2006. године. Дана 5. јануара 2016. године, Обама је најавио нове извршне мере којима се захтеви за провером прошлости проширују на више продаваца оружја. У уводнику из 2016. године у The New York Times-у, Обама је упоредио борбу за оно што је назвао „реформом оружја заснованом на здравом разуму“ са покретима за право гласа жена и другим покретима за грађанска права у америчкој историји.
Године 2011, Обама је потписао четворогодишње обнављање Патриотског закона. Након открића узбуњивача Едварда Сноудена о глобалном надзору 2013. године, Обама је осудио цурење информација као непатриотско, али је позвао на повећање ограничења за Националну безбедносну агенцију (НСА) како би се решило кршење приватности. Обама је наставио и проширио програме надзора које је успоставио Џорџ В. Буш, уз спровођење неких реформи. Подржао је закон који би ограничио могућност НСА да прикупља телефонске записе у великом броју у оквиру једног програма и подржао је већу транспарентност Суда за надзор страних обавештајних служби (FISC).

#### Расни изазови
У својим говорима као председник, Обама није више отворено помињао расне односе него његови претходници, али према једној студији, спровео је снажније политичке акције у име Афроамериканаца него било који председник од Никсонове ере.
Након Обаминог избора, многи су размишљали о постојању „пострасне Америке“. Међутим, дуготрајне расне тензије су брзо постале очигледне, и многи Афроамериканци су изразили негодовање због онога што су видели као интензивну расну нетрпељивост усмерену ка Обами. Ослобађајућа пресуда Џорџу Цимерману након убиства Трејвона Мартина изазвала је национално негодовање, што је довело до тога да Обама одржи говор у којем је рекао да је „Трејвон Мартин могао бити ја пре 35 година“. Пуцњава на Мајкла Брауна у Фергусону, Мисури, изазвала је талас протеста. Ови и други догађаји довели су до рађања покрета Black Lives Matter, који се бори против насиља и системског расизма према црнцима. Иако је Обама ступио на дужност нерадо говорећи о раси, до 2014. године почео је отворено да говори о неповољностима са којима се суочавају многи припадници мањинских група.
Неколико инцидената током Обаминог председништва изазвало је неодобравање афроамеричке заједнице и органа реда, а Обама је настојао да изгради поверење између службеника за спровођење закона и активиста за грађанска права, са помешаним резултатима. Неки у органима реда критиковали су Обамину осуду расне предрасуде након инцидената у којима је полицијска акција довела до смрти афроамеричких мушкараца, док су неки активисти за расну правду критиковали Обамине изразе емпатије према полицији. У анкети Галупа из марта 2016. године, скоро трећина Американаца је рекла да је „веома забринута“ због расних односа, што је већа бројка него у било којој претходној анкети Галупа од 2001. године.

#### ЛГБТ права
Дана 8. октобра 2009. године, Обама је потписао Закон о спречавању злочина из мржње Метјуа Шепарда и Џејмса Берда млађег, меру којом је проширен савезни закон Сједињених Држава о злочинима из мржње из 1969. године како би обухватио злочине мотивисане стварним или перципираним полом, сексуалном оријентацијом, родним идентитетом или инвалидитетом жртве. Дана 30. октобра 2009. године, Обама је укинуо забрану путовања у Сједињене Државе особама зараженим ХИВ-ом. Укидање забране прославила је организација Immigration Equality. Дана 22. децембра 2010. године, Обама је потписао Закон о укидању закона „Не питај, не говори“ из 2010. године, којим је испуњено обећање дато у председничкој кампањи 2008. године да се оконча политика Не питај, не причај из 1993. године која је спречавала геј и лезбејке да отворено служе у Оружаним снагама Сједињених Држава. Пентагон је 2016. године окончао политику која је забрањивала трансродним особама да отворено служе у војсци.

##### Истополни бракови
Као кандидат за сенат државе Илиноис 1996. године, Обама је изјавио да је за легализацију истополних бракова. Током своје кандидатуре за Сенат 2004. године, рекао је да подржава грађанске заједнице и домаћа партнерства за истополне партнере, али се противи истополним браковима. Године 2008, потврдио је овај став изјавом: „Верујем у брак између мушкарца и жене. Нисам за истополне бракове.“ Дана 9. маја 2012. године, убрзо након званичног покретања своје кампање за реизбор за председника, Обама је рекао да су се његови ставови променили и јавно је потврдио своју личну подршку легализацији истополних бракова, поставши први актуелни председник САД који је то учинио. Током свог другог инаугурационог говора 21. јануара 2013. године, Обама је постао први председник САД на функцији који је позвао на пуну једнакост за геј Американце и први који је поменуо геј права или реч „геј“ у инаугурационом говору. Године 2013, Обамина администрација је поднела поднеске којима је позвала Врховни суд да пресуди у корист истополних парова у случајевима Холингсворт против Перија (у вези са истополним браком) и Сједињене Државе против Виндзора (у вези са Законом о одбрани брака).

#### Економска политика
Дана 17. фебруара 2009. године, Обама је потписао Амерички закон о опоравку и реинвестирању из 2009. године, пакет економских стимуланса од 787 милијарди долара (што је еквивалентно 1153 милијарде долара у 2024. години) чији је циљ био да помогне економији да се опорави од продубљивања светске рецесије. Закон укључује повећање савезне потрошње за здравствену заштиту, инфраструктуру, образовање, разне пореске олакшице и подстицаје, као и директну помоћ појединцима. У марту 2009. године, Обамин секретар финансија, Тимоти Гајтнер, предузео је даље кораке за управљање финансијском кризом из 2008. године, укључујући увођење Програма јавно-приватних инвестиција за наслеђену имовину, који садржи одредбе за куповину до 2 билиона долара амортизоване некретнине.
Обама је интервенисао у проблематичној аутомобилској индустрији у марту 2009. године, обнављајући кредите за Џенерал моторс (GM) и Крајслер како би наставили пословање током реорганизације. Током наредних месеци, Бела кућа је поставила услове за банкротство обе фирме, укључујући продају Крајслера италијанском произвођачу аутомобила Фијату и реорганизацију Џенерал моторса, дајући америчкој влади привремени удео од 60% у компанији. У јуну 2009. године, незадовољан темпом економских стимуланса, Обама је позвао свој кабинет да убрза инвестиције. Потписао је закон о Систему поврата новца за аутомобиле, колоквијално познатом као „Кеш за крнтије“, који је привремено подстакао економију.
Бушова и Обамина администрација су одобриле гаранције за потрошњу и кредите од стране Федералних резерви и Департмента финансија. Ове гаранције су износиле око 11,5 билиона долара, али је до краја новембра 2009. потрошено само 3 билиона долара. Дана 2. августа 2011. године, након дуге конгресне дебате о томе да ли да се повећа лимит дуга земље, Обама је потписао двостраначки Закон о контроли буџета из 2011. године. Закон је спровео ограничења дискреционе потрошње до 2021. године, успоставио процедуру за повећање лимита дуга, створио Заједнички конгресни одбор за смањење дефицита ради предлога даљег смањења дефицита са декларисаним циљем постизања најмање 1,5 билиона долара буџетских уштеда током 10 година и успоставио аутоматске процедуре за смањење потрошње за чак 1,2 билиона долара ако закон који потиче од новог заједничког одбора не постигне такве уштеде. Усвајањем закона, Конгрес је успео да спречи неиспуњавање обавеза владе САД.
Стопа незапослености је порасла 2009. године, достигавши врхунац у октобру од 10,0 процената и просечно 10,0 процената у четвртом кварталу. Након пада на 9,7 процената у првом кварталу 2010. године, стопа незапослености је пала на 9,6 процената у другом кварталу, где је остала до краја године. Између фебруара и децембра 2010. године, запосленост је порасла за 0,8 процената, што је мање од просека од 1,9 процената забележеног током упоредивих периода у последња четири опоравка запослености. До новембра 2012. године, стопа незапослености је пала на 7,7 процената, смањујући се на 6,7 процената у последњем месецу 2013. године. Током 2014. године, стопа незапослености је наставила да опада, падајући на 6,3 процента у првом кварталу. Раст БДП-а се вратио у трећем кварталу 2009. године, ширећи се по стопи од 1,6 процената, након чега је уследило повећање од 5,0 процената у четвртом кварталу. Раст је настављен и 2010. године, забележивши повећање од 3,7 процената у првом кварталу, са мањим добицима током остатка године. У јулу 2010. године, Федералне резерве су приметиле да економска активност наставља да расте, али да је њен темпо успорен, а председник Бен Бернанке је рекао да су економски изгледи „необично неизвесни“. Генерално, економија је расла по стопи од 2,9 процената у 2010. години.
Конгресни буџетски уред (CBO) и широк спектар економиста приписују заслуге Обамином плану стимулације за економски раст. CBO је објавио извештај у којем се наводи да је закон о стимулативним мерама повећао запосленост за 1–2,1 милион, уз признање да је „немогуће утврдити колико би пријављених радних места постојало у одсуству пакета стимулативних мера“. Иако је анкета чланова Националног удружења за пословну економију из априла 2010. показала повећање стварања радних места (у односу на сличну анкету из јануара) први пут у две године, 73 одсто од 68 испитаника веровало је да закон о стимулативним мерама није имао утицаја на запосленост. Економија Сједињених Држава је расла брже од осталих оригиналних чланица НАТО-а, и то са већом разликом под председником Обамом него икада од краја Другог светског рата. Организација за економску сарадњу и развој приписује много бржи раст у Сједињеним Државама плану стимулације САД и мерама штедње у Европској унији.
У року од месец дана од средњорочних избора 2010. године, Обама је објавио компромисни споразум са руководством републиканаца у Конгресу који је укључивао привремено, двогодишње продужење стопа пореза на доходак из 2001. и 2003. године, једногодишње смањење пореза на зараде, наставак исплате накнада за незапосленост и нову стопу и износ изузећа за порез на наследство. Компромис је превазишао противљење неких у обе странке, а резултирајући Закон о пореским олакшицама, поновном одобрењу осигурања за случај незапослености и стварању радних места из 2010. године, вредан 858 милијарди долара (што је еквивалентно 1,2 билиона долара у 2024. години), усвојен је двостраначком већином у оба дома Конгреса пре него што га је Обама потписао 17. децембра 2010. године.
У децембру 2013. године, Обама је изјавио да је растућа неједнакост у приходима „одлучујући изазов нашег времена“ и позвао Конгрес да ојача мрежу безбедности и повећа плате. Ово се догодило након националних штрајкова радника у ресторанима брзе хране и критика папе Фрање о неједнакости и економији „цурења наниже“. Обама је позвао Конгрес да ратификује споразум о слободној трговини између 12 земаља под називом Транспацифичко партнерство.

#### Заштита животне средине
Дана 20. априла 2010. године, експлозија је уништила платформу за бушење на мору код Макондо Проспекта у Мексичком заливу, изазвавши велико трајно цурење нафте. Обама је посетио Залив, најавио савезну истрагу и формирао двостраначку комисију за препоруку нових безбедносних стандарда, након прегледа који је спровео секретар унутрашњих послова Кен Салазар и истовремених саслушања у Конгресу. Затим је најавио шестомесечни мораторијум на нове дозволе и закупе за бушење у дубокој води, до регулаторне ревизије. Пошто су вишеструки напори БП-а пропали, неки у медијима и јавности изразили су збуњеност и критике због различитих аспеката инцидента и изјавили жељу за већим учешћем Обаме и савезне владе. Пре изливања нафте, 31. марта 2010. године, Обама је укинуо забрану бушења нафте и гаса дуж већег дела источне обале Сједињених Држава и дуж обале северне Аљаске у настојању да добије подршку за закон о енергији и клими и да смањи страни увоз нафте и гаса.
У јулу 2013. године, Обама је изразио резерве и рекао да ће „одбацити цевовод Кистоун XL ако повећа загађење угљеником [или] емисије стаклене баште“. Дана 24. фебруара 2015. године, Обама је ставио вето на закон којим би се одобрио цевовод. То је био трећи вето Обаминог председништва и његов први велики вето.
У децембру 2016. године, Обама је трајно забранио ново бушење нафте и гаса на мору у већини вода у власништву Сједињених Држава у Атлантском и Арктичком океану користећи Закон о спољашњем континенталном шелфу из 1953. године.
Обама је нагласио очување федералних земљишта током свог мандата. Искористио је своју моћ према Закону о антиквитетима да створи 25 нових националних споменика током свог председништва и прошири четири друга, штитећи укупно 553.000.000 хектара (224.000.000 хектара) федералног земљишта и вода, више него било који други председник САД.

#### Реформа здравствене заштите
Обама је позвао Конгрес да усвоји закон којим се реформише здравствена заштита у Сједињеним Државама, што је кључно предизборно обећање и главни законодавни циљ. Предложио је проширење здравственог осигурања како би се покрили неосигурани, повећање ограничења премија и омогућавање људима да задрже своје осигурање када напусте или промене посао. Његов предлог је био да се потроши 900 милијарди долара током десет година и да се укључи владин план осигурања, познат и као јавна опција, који би се такмичио са сектором корпоративног осигурања као главна компонента за смањење трошкова и побољшање квалитета здравствене заштите. Такође би осигуравачима било забрањено да отпуштају болесне људе или им ускраћују покриће за већ постојећа стања, и захтевало би да сваки Американац има здравствено осигурање. План такође укључује смањење медицинских трошкова и порезе на осигуравајуће компаније које нуде скупе планове.
Дана 14. јула 2009. године, лидери демократа у Представничком дому представили су план од 1.017 страница за реформу здравственог система САД, који је Обама желео да Конгрес одобри до краја 2009. године. Након јавне дебате током летње паузе у раду Конгреса 2009. године, Обама је 9. септембра одржао говор на заједничкој седници Конгреса где је изнео забринутост због предлога. У марту 2009. године, Обама је укинуо забрану коришћења федералних средстава за истраживање матичних ћелија.
Дана 7. новембра 2009. године, у Представничком дому је усвојен закон о здравственој заштити који је укључивао јавну опцију. Дана 24. децембра 2009. године, Сенат је усвојио сопствени закон – без јавне опције – гласањем по страначкој линији 60–39. Дана 21. марта 2010. године, Закон о заштити пацијената и приступачној нези (ACA, колоквијално „Obamacare“) који је Сенат усвојио у децембру, усвојен је у Представничком дому са 219 гласова за и 212 против. Обама је потписао закон 23. марта 2010. године.
Закон о приступачној заштити (ACA) укључује одредбе везане за здравство, од којих је већина ступила на снагу 2014. године, укључујући проширење подобности за Медикејд за људе који чине до 133 процента федералног нивоа сиромаштва (FPL) почев од 2014. године, субвенционисање премија осигурања за људе који чине до 400 процената FPL (88.000 долара за четворочлану породицу у 2010. години) тако да ће њихова максимална „директна“ уплата за годишње премије бити од 2 процента до 9,5 процената прихода, пружање подстицаја предузећима да пружају здравствене бенефиције, забрану ускраћивања покрића и ускраћивања захтева на основу постојећих здравствених стања, успостављање берзи здравственог осигурања, забрану годишњих ограничења покрића и подршку медицинским истраживањима. Према подацима Беле куће и CBO-а, максимални удео прихода који би уписани морали да плате варирао би у зависности од њиховог прихода у односу на федерални ниво сиромаштва.
Трошкови ових одредби надокнађују се порезима, накнадама и мерама уштеде трошкова, као што су нови порези за Медикер за оне са високим приходима, порези на соларијум, смањења програма Medicare Advantage у корист традиционалног Медикера и накнаде за медицинске уређаје и фармацеутске компаније; постоји и пореска казна за оне који не добију здравствено осигурање, осим ако нису изузети због ниских прихода или других разлога. У марту 2010. године, CBO је проценио да ће нето ефекат оба закона бити смањење федералног дефицита за 143 милијарде долара током прве деценије.
Закон се суочио са неколико правних изазова, првенствено заснованих на аргументу да је појединачни мандат којим се од Американаца захтева да купе здравствено осигурање неуставан. 28. јуна 2012. године, Врховни суд је пресудио гласовима 5-4 у случају Национална федерација независних предузећа против Себелијуса да је мандат уставан према пореским овлашћењима Конгреса САД. У случају Бурвел против Хоби Лобија, Суд је пресудио да „уско власничке“ корпорације које остварују профит могу бити изузете из верских разлога према Закону о обнови верских слобода од прописа усвојених у складу са Законом о контроли вероисповести (ACA) који би од њих захтевали да плаћају осигурање које покрива одређена контрацептивна средства. У јуну 2015. године, Суд је у случају Кинг против Бурвела пресудио резултатом 6–3 да су субвенције за помоћ појединцима и породицама у куповини здравственог осигурања одобрене за оне који то чине и на савезној и на државним берзама, а не само за оне који купују планове „које је утврдила држава“, како гласи закон.

### Спољна политика
У фебруару и марту 2009. године, потпредседник Џо Бајден и државна секретарка Хилари Клинтон су одвојено путовали у иностранство како би објавили „нову еру“ у спољним односима САД са Русијом и Европом, користећи термине „прекид“ и „ресетовање“ како би сигнализирали велике промене у односу на политику претходне администрације. Обама је покушао да допре до арапских лидера дајући свој први интервју арапској сателитској ТВ мрежи, Ал Арабија. Дана 19. марта, Обама је наставио свој контакт са муслиманским светом, објавивши новогодишњу видео поруку народу и влади Ирана. Дана 4. јуна 2009. године, Обама је одржао говор на Универзитету у Каиру у Египту позивајући на „нови почетак“ у односима између исламског света и Сједињених Држава и промоцију мира на Блиском истоку. Дана 26. јуна 2009. године, Обама је осудио акције иранске владе према демонстрантима након председничких избора у Ирану 2009. године.
Године 2011, Обама је наредио напад дроном у Јемену, у којем је циљано убиство Анвара ел Авлакија, америчког имама осумњиченог да је водећи организатор Ал Каиде. Ел Авлаки је постао први амерички држављанин који је мета и убијен у нападу америчког дрона. Министарство правде објавило је меморандум којим се Ел Авлакијева смрт оправдава као законити ратни чин, док су заговорници грађанских слобода то описали као кршење Ел Авлакијевог уставног права на правичан поступак. Убиство је довело до значајних контроверзи. Његов син тинејџер и млада ћерка, такође Американци, касније су убијени у одвојеним америчким војним акцијама, иако нису били посебно циљани.
У марту 2015. године, Обама је изјавио да је овластио америчке снаге да пруже логистичку и обавештајну подршку Саудијцима у њиховој војној интервенцији у Јемену, успостављајући „Заједничку ћелију за планирање“ са Саудијском Арабијом. Обамина администрација је 2016. године предложила низ споразума о наоружању са Саудијском Арабијом вредних 115 милијарди долара. Обама је зауставио продају технологије вођене муниције Саудијској Арабији након што су саудијски ратни авиони циљали сахрану у главном граду Јемена, Сани, усмртивши више од 140 људи.
У септембру 2016. године, Обаму су одбацили Си Ђинпинг и Комунистичка партија Кине док се спуштао из авиона Air Force One на писту међународног аеродрома Ханџоу за самит Г20 у Ханџоуу 2016. године без уобичајеног црвеног тепиха.

#### Рат у Ираку
Дана 27. фебруара 2009. године, Обама је објавио да ће борбене операције у Ираку бити завршене у року од 18 месеци. Обамина администрација је заказала повлачење борбених трупа до августа 2010. године, смањујући број војника са 142.000, док је прелазне снаге од око 50.000 у Ираку остале до краја 2011. године. Дана 19. августа 2010. године, последња америчка борбена бригада напустила је Ирак. Преостале трупе су прешле са борбених операција на борбу против тероризма и обуку, опремање и саветовање ирачких снага безбедности. Дана 31. августа 2010. године, Обама је објавио да је борбена мисија Сједињених Држава у Ираку завршена. Дана 21. октобра 2011. године, председник Обама је објавио да ће све америчке трупе напустити Ирак на време да буду „кући за празнике“.
У јуну 2014. године, након заузимања Мосула од стране ИСИЛ-а, Обама је послао 275 војника да пруже подршку и безбедност америчком особљу и америчкој амбасади у Багдаду. ИСИЛ је наставио да осваја територије и да врши распрострањена масакра и етничко чишћење. У августу 2014. године, током масакра у Синџару, Обама је наредио кампању америчких ваздушних удара против ИСИЛ-а. До краја 2014. године, 3.100 америчких копнених трупа је било ангажовано у сукобу и 16.000 борбених летова је извршено изнад бојног поља, углавном од стране пилота америчког ваздухопловства и морнарице. Почетком 2015. године, додавањем „Пантер бригаде“ 82. ваздушно-десантне дивизије, број америчких копнених трупа у Ираку повећан је на 4.400, а до јула су коалиционе ваздухопловне снаге предвођене Америци избројале 44.000 борбених летова изнад бојног поља.

#### Авганистан и Пакистан
У својој предизборној кампањи, Обама је рат у Ираку назвао „опасном дистракцијом“ и да би нагласак уместо тога требало ставити на рат у Авганистану, регион који он наводи као највероватније место где би поново могао бити покренут напад на Сједињене Државе. На почетку свог председничког мандата, Обама је предузео мере за јачање америчких трупа у Авганистану. У фебруару 2009. године најавио је повећање броја америчких трупа на 17.000 војника како би се „стабилизовала погоршана ситуација у Авганистану“, подручје за које је рекао да није добило „стратешку пажњу, смернице и ресурсе који су јој хитно потребни“. У мају 2009. године заменио је војног команданта у Авганистану, генерала Дејвида Д. Мекирнана, бившим командантом специјалних снага, генерал-потпуковником Стенлијем А. Мекристалом, што указује да би Мекристалово искуство у специјалним снагама олакшало употребу тактике против побуњеника у рату. Дана 1. децембра 2009. године, Обама је најавио распоређивање додатних 30.000 војника у Авганистан и предложио да повлачење трупа почне 18 месеци од тог датума; то се догодило у јулу 2011. Дејвид Петреус је заменио Мекристала у јуну 2010. године, након што је Мекристалов тим критиковао особље Беле куће у чланку у часопису. У фебруару 2013. године, Обама је рекао да ће америчка војска смањити број трупа у Авганистану са 68.000 на 34.000 америчких војника до фебруара 2014. године. У октобру 2015. године, Бела кућа је објавила план да се америчке снаге задрже у Авганистану на неодређено време с обзиром на погоршање безбедносне ситуације.
Што се тиче суседног Пакистана, Обама је назвао његов племенски погранични регион „највећом претњом“ безбедности Авганистана и Американаца, рекавши да „не може толерисати терористичко уточиште“. У истом говору, Обама је тврдио да САД „не могу успети у Авганистану или обезбедити нашу домовину уколико не променимо нашу политику према Пакистану“.

##### Убиство Осаме бин Ладена
Почевши од информација добијених од оперативаца Централне обавештајне агенције у јулу 2010. године, ЦИА је током наредних неколико месеци развила обавештајне податке који су утврдили оно што су веровали да је скровиште Осаме бин Ладена. Живео је у изолацији у великом комплексу у Аботабаду, Пакистан, приградском подручју удаљеном 56 km од Исламабада. Шеф ЦИА-е Леон Панета је известио председника Обаму о овим обавештајним подацима у марту 2011. године. Састајући се са својим саветницима за националну безбедност током наредних шест недеља, Обама је одбацио план за бомбардовање комплекса и одобрио „хируршку рацију“ коју су спровеле америчке морнарице SEAL-ова. Операција је извршена 1. маја 2011. године и резултирала је смрћу Бин Ладена из ватреног оружја и запленом папира, компјутерских дискова и дискова из комплекса. ДНК тестирање је била једна од пет метода које су коришћене за позитивну идентификацију Бин Ладеновог тела, које је сахрањено у мору неколико сати касније. У року од неколико минута од председникове објаве из Вашингтона, касно увече 1. маја, широм земље су одржане спонтане прославе, док су се гомиле окупљале испред Беле куће, као и на њујоршком Ground Zero и Тајмс скверу. Реакције на објаву биле су позитивне у свим страначким линијама, укључујући и од бивших председника Била Клинтона и Џорџа В. Буша.

#### Односи са Кубом
Од пролећа 2013. године, тајни састанци су одржавани између Сједињених Држава и Кубе на неутралним локацијама Канаде и Ватикана. Ватикан се први пут укључио 2013. године када је папа Фрања саветовао САД и Куби да размене затворенике као гест добре воље. Дана 10. децембра 2013. године, кубански председник Раул Кастро, у значајном јавном тренутку, поздравио је и руковао се са Обамом на комеморацији Нелсону Мандели у Јоханезбургу.
У децембру 2014. године, након тајних састанака, објављено је да је Обама, са папом Фрањом као посредником, преговарао о обнављању односа са Кубом, након скоро шездесет година детанта. Популарно названо Кубанско отопљавање, лист The New Republic  је сматрао Кубанско отопљавање „Обаминим најбољим спољнополитичким достигнућем“. Дана 1. јула 2015. године, председник Обама је објавио да ће се формални дипломатски односи између Кубе и Сједињених Држава наставити и да ће се отворити амбасаде у Вашингтону и Хавани. „Одељења за интересе“ земаља у престоницама једне друге земље претворена су у амбасаде 20. јула и 13. августа 2015. године. Обама је посетио Хавану на Куби два дана у марту 2016. године, поставши први актуелни председник САД који је стигао тамо од Калвина Кулиџа 1928. године.

#### Израел
Током првих година Обамине администрације, САД су повећале војну сарадњу са Израелом, укључујући повећану војну помоћ, поновно успостављање Заједничке политичко-војне групе САД-Израел и Саветодавне групе за одбрамбену политику, као и повећање посета високих војних званичника обе земље. Обамина администрација је затражила од Конгреса да издвоји новац за финансирање програма Гвоздена купола као одговор на таласе палестинских ракетних напада на Израел. У марту 2010. године, Обама је заузео јавни став против планова владе израелског премијера Бенјамина Нетанјахуа да настави изградњу јеврејских стамбених пројеката у претежно арапским насељима Источног Јерусалима. Године 2011, Сједињене Државе су ставиле вето на резолуцију Савета безбедности којом се осуђују израелска насеља, а Сједињене Државе су биле једина нација која је то учинила. Обама подржава решење две државе за арапско-израелски сукоб засновано на границама из 1967. године са разменом територија.
Године 2013, Џефри Голдберг је известио да, по Обамином мишљењу, „са сваком новом објавом о насељу, Нетанјаху води своју земљу путем ка готово потпуној изолацији“. Године 2014, Обама је упоредио ционистички покрет са покретом за грађанска права у Сједињеним Државама. Рекао је да оба покрета желе да донесу правду и једнака права историјски прогоњеним народима, објашњавајући: „За мене, бити произраелски и пројеврејски настројен је саставни део вредности за које се борим откако сам политички свестан и почео да се укључујем у политику.“ Обама је изразио подршку праву Израела да се брани током сукоба између Израела и Газе 2014. године. Године 2015, Обаму је Израел оштро критиковао због залагања и потписивања иранског нуклеарног споразума; Израелски премијер Бенјамин Нетанјаху, који се залагао да се амерички Конгрес супротстави споразуму, рекао је да је споразум „опасан“ и „лош“.
Дана 23. децембра 2016. године, под Обамином администрацијом, Сједињене Државе су се уздржале од Резолуције 2334 Савета безбедности Уједињених нација, којом је изградња израелских насеља на окупираним палестинским територијама осуђена као кршење међународног права, чиме је ефикасно омогућио њено усвајање. Нетанјаху је оштро критиковао поступке Обамине администрације, а израелска влада је повукла своју годишњу чланарину од организације, која је износила 6 милиона долара, 6. јануара 2017. године. Дана 5. јануара 2017. године, Представнички дом Сједињених Држава гласао је са 342–80 за осуду Резолуције УН.

#### Либија
У фебруару 2011. године, протести у Либији су почели против дугогодишњег диктатора Муамера ел Гадафија као део Арапског пролећа. Убрзо су постали насилни. У марту, док су снаге лојалне Гадафију напредовале ка побуњеницима широм Либије, позиви на зону забране летова стизали су из целог света, укључујући Европу, Арапску лигу, и резолуцију коју је једногласно усвојио Сенат САД. Као одговор на усвајање Резолуције 1973 Савета безбедности Уједињених нација 17. марта, министар спољних послова Либије Муса Куса објавио је прекид ватре. Међутим, Гадафијеве снаге су наставиле да нападају побуњенике.
Дана 19. марта, мултинационална коалиција коју су предводиле Француска и Велика Британија, уз подршку Италије и САД, коју је одобрио Обама, учествовала је у ваздушним нападима како би уништила капацитете либијске владе за противваздушну одбрану, заштиту цивила и спровођење зоне забране лета, укључујући употребу Tomahawk пројектила, B-2 Spirits. Шест дана касније, 25. марта, једногласним гласањем свих 28 чланица, НАТО је преузео вођство над напорима, названим Операција Уједињени заштитник. Неки чланови Конгреса довели су у питање да ли Обама има уставна овлашћења да нареди војну акцију, поред тога што су доводили у питање њене трошкове, структуру и последице. Године 2016. Обама је рекао: „Наша коалиција је могла и требало је да учини више да попуни вакуум који је остао“ и да је то био „хаос“. Изјавио је да је недостатак припрема у данима након свргавања владе био „најгора грешка“ његовог председништва.

#### Сиријски грађански рат
Дана 18. августа 2011. године, неколико месеци након почетка грађанског рата у Сирији, Обама је издао писмену изјаву у којој је рекао: „Дошло је време да председник Асад одступи.“ Овај став је потврђен у новембру 2015. године. Године 2012, Обама је одобрио више програма које воде ЦИА и Пентагон за обуку антиасадских побуњеника. Касније се утврдило да је програм који води Пентагон пропао и формално је напуштен у октобру 2015. године.
Након напада хемијским оружјем у Сирији, за који је Обамина администрација формално окривила Асадову владу, Обама је одлучио да не спроводи „црвену линију“ коју је обећао и, уместо да одобри обећану војну акцију против Асада, пристао је на споразум постигнут уз посредовање Русије, што је довело до тога да Асад одустане од хемијског оружја; међутим, напади хлорним гасом су се наставили. Године 2014, Обама је одобрио ваздушну кампању усмерену првенствено на ИСИЛ.

#### Ирански нуклеарни разговори
Дана 1. октобра 2009. године, Обамина администрација је наставила са програмом Бушове администрације, повећавајући производњу нуклеарног оружја. Иницијатива „Комплексна модернизација“ проширила је два постојећа нуклеарна постројења како би се произвели нови делови за бомбе. У новембру 2013. године, Обамина администрација је отворила преговоре са Ираном како би га спречила да набави нуклеарно оружје, што је укључивало и привремени споразум. Преговори су трајали две године са бројним одлагањима, а споразум је објављен 14. јула 2015. године. Споразум под називом „Заједнички свеобухватни план акције“ предвиђао је укидање санкција у замену за мере које би спречиле Ирану да производи нуклеарно оружје. Док је Обама поздравио споразум као корак ка свету са више наде, споразум је наишао на оштре критике републиканаца и конзервативаца, као и израелског премијера Бенјамина Нетанјахуа. Поред тога, трансфер 1,7 милијарди долара у готовини Ирану убрзо након што је споразум објављен критиковала је Републиканска странка. Обамина администрација је саопштила да је исплата у готовини била због „ефикасности америчких и међународних санкција“. Да би се унапредио споразум, Обамина администрација је заштитила Хезболах од истраге Управе за сузбијање дрога под називом „Пројекат Касандра“ у вези са шверцом дроге и од Централне обавештајне агенције. Узгред, исте године, у децембру 2015. године, Обама је покренуо програм вредан 348 милијарди долара како би подржао највеће гомилање нуклеарног оружја у САД откако је Роналд Реган напустио Белу кућу.

#### Русија
У марту 2010. године постигнут је споразум са администрацијом руског председника Дмитрија Медведева да се Споразум о смањењу стратешког наоружања из 1991. године замени новим пактом којим се смањује број нуклеарног оружја дугог домета у арсеналима обе земље за око трећину. Обама и Медведев потписали су Нови СТАРТ споразум у априлу 2010. године, а Сенат САД га је ратификовао у децембру 2010. године. У децембру 2011. године, Обама је наложио агенцијама да узму у обзир права ЛГБТ особа приликом пружања финансијске помоћи страним земљама. У августу 2013. године критиковао је руски закон који дискриминише хомосексуалце, али је престао да заговара бојкот предстојећих Зимских олимпијских игара 2014. у Сочију, Русија.
Након руске инвазије на Крим 2014. године, војне интервенције у Сирији 2015. године и мешања у председничке изборе у САД 2016. године, Џорџ Робертсон, бивши министар одбране Велике Британије и генерални секретар НАТО-а, рекао је да је Обама „дозволио Путину да се врати на светску сцену и тестира одлучност Запада“, додајући да ће наслеђе ове катастрофе трајати.

## После председништва (2017–тренутно)
Обамин председнички мандат завршен је 20. јануара 2017. године, након инаугурације његовог наследника, Доналда Трампа. Породица се преселила у кућу коју су изнајмили у Калорами, Вашингтон. Дана 2. марта, Председничка библиотека и музеј Џона Ф. Кенедија доделили су Обами награду за профил храбрости „за његову трајну посвећеност демократским идеалима и подизање стандарда политичке храбрости“. Његов први јавни наступ од напуштања функције био је семинар на Универзитету у Чикагу 24. априла, где је апеловао на нову генерацију да учествује у политици. Дана 7. септембра, Обама се удружио са бившим председницима Џимијем Картером, Џорџом Х. В. Бушом, Билом Клинтоном и Џорџом В. Бушом како би сарађивали са организацијом One America Appeal како би помогли жртвама урагана Харви и урагана Ирма у заједницама на обали Мексичког залива и у Тексасу. Од 31. октобра до 1. новембра, Обама је био домаћин инаугурационог самита Обама фондације, који је намеравао да буде централни фокус након председничког мандата и део његових амбиција да његове наредне активности након председништва буду значајније од његовог времена на функцији.
Барак и Мишел Обама потписали су 22. маја 2018. године уговор о продукцији документарних серија, документараца и играних филмова за Нетфликс у оквиру новоосноване продукцијске куће Обама, Higher Ground Productions. Први филм Higher Ground-а, American Factory, освојио је Оскара за најбољи документарни филм 2020. године. Дана 24. октобра, Тајна служба је пресрела цевну бомбу упућену Обами. Била је то једна од неколико цевних бомби које су поштом послате демократским законодавцима и званичницима. Године 2019, Барак и Мишел Обама купили су кућу на Мартас Винјарду од Вајка Гроусбека. Дана 29. октобра, Обама је критиковао „будност“ и културу позивања на одговорност на годишњем самиту Обамине фондације.
Обама је оклевао да подржи кандидата на демократским председничким примарним изборима 2020. године јер је желео да се позиционира тако да уједини странку, без обзира на кандидата. Дана 14. априла 2020. године, Обама је подржао Бајдена, претпостављеног кандидата, за кандидата на председничким изборима, наводећи да он има „све квалитете који су нам потребни код председника управо сада“. У мају, Обама је критиковао председника Трампа због начина на који се носио са пандемијом КОВИД-19, називајући његов одговор на кризу „апсолутном хаотичном катастрофом“ и наводећи да су последице Трамповог председништва биле „наши најгори импулси ослобођени, наш поносни углед широм света јако умањен, а наше демократске институције угрожене као никада раније“. Дана 17. новембра објављени су Обамини председнички мемоари, Обећана земља.
У фебруару 2021. године, Обама и музичар Брус Спрингстин покренули су подкаст под називом Renegades: Born in the USA, где њих двоје говоре о „својем пореклу, музици и својој 'трајној љубави према Америци'“. Касније те године, Реџина Хикс је потписала уговор са Нетфликсом, у оквиру подухвата са његовим и Мишеловим Higher Ground за развој хумористичких пројеката.
Дана 4. марта 2022. године, Обама је освојио награду Удружења аудио издавача (APA) у категорији најбоље нарације аутора за нарацију својих мемоара Обећана земља. Дана 5. априла, Обама је посетио Белу кућу први пут откако је напустио функцију, на догађају којим је обележена 12. годишњица потписивања Закона о приступачној здравственој заштити. У јуну је објављено да су Обаме и њихова компанија за продукцију подкаста, Higher Ground, потписали вишегодишњи уговор са Audible-ом. У септембру, Обама је посетио Белу кућу како би открио свој и Мишелин званични портрет Беле куће. Отприлике у исто време, освојио је награду Primetime Emmy за изванредног наратора за своју нарацију у документарној серији Нетфликс-а Our Great National Parks.
Године 2022, Обама се успротивио проширењу Врховног суда преко садашњих девет судија.
У марту 2023. године, Обама је отпутовао у Аустралију као део своје турнеје по земљи. Током путовања, Обама се састао са аустралијским премијером Ентонијем Албанизом и први пут посетио Мелбурн. Обама је наводно плаћен више од милион долара за два говора.
У октобру 2023. године, током рата у Гази, Обама је изјавио да Израел мора да демонтира Хамас након напада који је Хамас предводио на Израел. Неколико недеља касније, Обама је упозорио Израел да би његове акције могле „отврднути палестинске ставове генерацијама“ и ослабити међународну подршку Израелу; свака војна стратегија која игнорише људске жртве рата „могла би на крају имати супротан ефекат“.
У јулу 2024. године, Обама је изразио забринутост због одрживости Бајденове кампање након његовог критички оцрњеног наступа у дебати против бившег председника Трампа. Бајден је 21. јула повукао своју кандидатуру и брзо након тога подржао потпредседницу Харис да се кандидује као демократски кандидат. Обама је подржао Харис заједно са својом супругом Мишел пет дана касније и одржао говор на Демократској националној конвенцији 2024. године у којем ју је формално подржао. Придружио се Харис у предизборној кампањи у октобру, путујући у разне колебљиве државе и истичући њен досије као тужитељке, сенаторке и потпредседнице, залажући се за повећање излазности бирача, а његове критике Доналда Трампа и Републиканске странке широко су извештавале разне медијске куће. Након што је Трамп проглашен победником избора 6. новембра, Обама и Мишел су честитали њему и новоизабраном потпредседнику Џеј-Ди Венсу, хвалећи кампању Харис и позивајући либералне бираче да наставе да подржавају демократију и људска права.

## Приватни живот
Барак Обама је од 1992. ожењен са Мишел Робинсон, коју је упознао у време док је студирала на Харварду. Она је радила, као и Барак раније, у јавној управи у Чикагу. Упознали су се у адвокатској канцеларији у којој је она радила по завршетку студија. Верили су се 1991, а венчали 1992. године. Имају две кћерке, Малију Ан Обама (1999) и Наташу (Сашу) Обама (2001). Почев од јануара 2009, Барак Обама и његова породица живели су у Белој кући у Вашингтону, до краја мандата јануара 2017.